# Лобода Володимир Вікторович

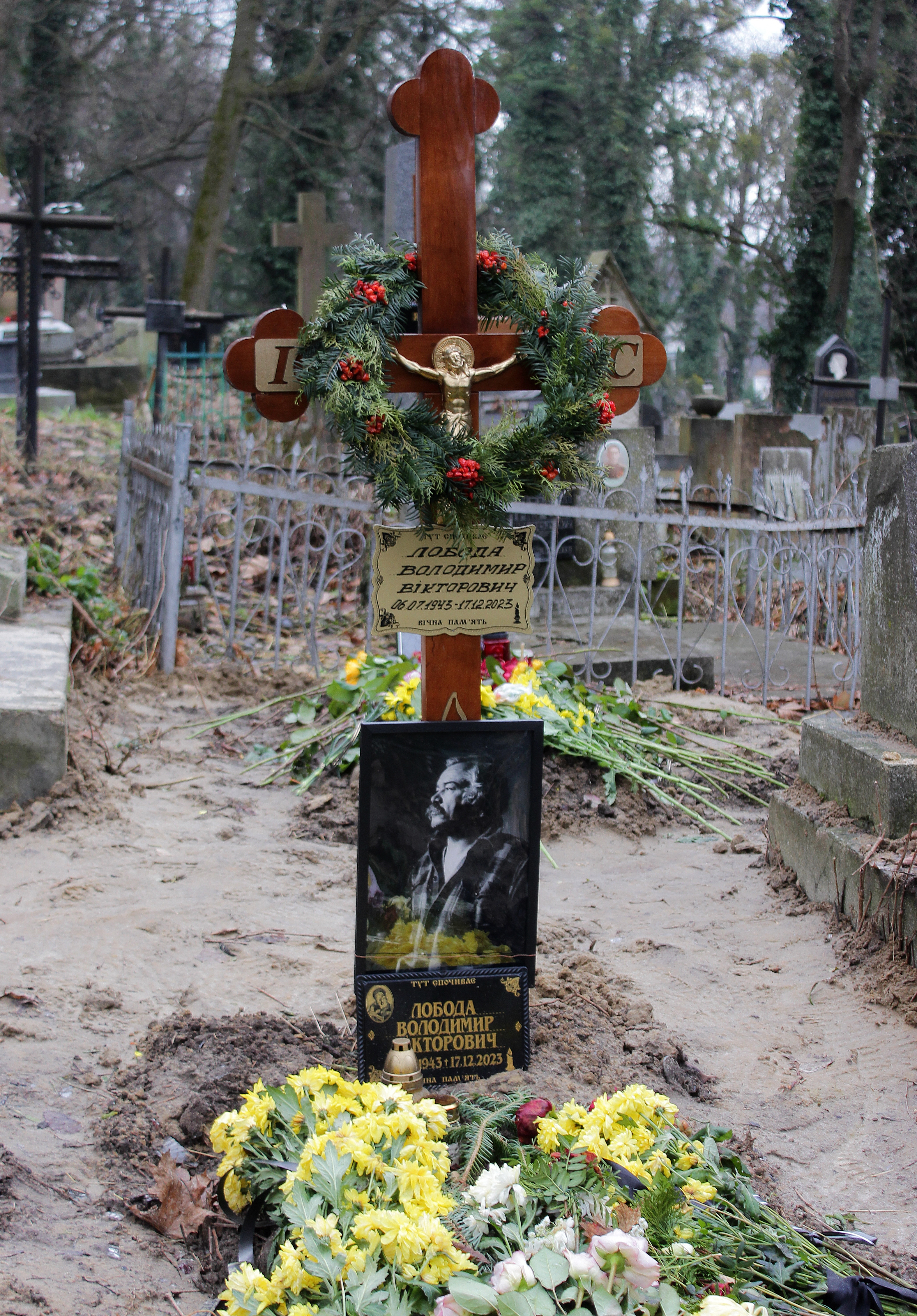

Лобода Володимир Вікторович (6 липня 1943, Дніпро — 17 грудня 2023, Львів) — український художник: маля́р, графік, скульптор і поет. Один із найяскравіших представників андеґраунду кінця 1960 — початку 1990-х років. Художник малює переважно темперою та олійними фарбами.

## Життєпис
Володимир Лобода народився 6 липня 1943 року в місті Дніпрі в родині художника-самоука Віктора Лободи та Ганни Квітки. У 1965—1968 роках навчався на факультеті живопису Київського художнього інституту в майстерні Тетяни Яблонської. У 1973 році закінчив Дніпровський будівельний інститут.
1981 року переїхав до Львова, де в 1990 році у Львівській картинній галереї відбулася перша персональна виставка художника.
Щоб зосередитись на власній творчості, 1992 року Володимир і Людмила Лободи переїхали зі Львова на хутір біля глухого села Турове, на межі Полтавщини та Дніпровщини, де Володимир більшу частину року створював живописні, графічні та скульптурні серії, пишучи поезії, новели, есеї. Про життя та творчість Володимира Лободи та його дружини Людмили на хуторі режисер Павло Костомаров у 2009 році зняв документальний фільм «Удво́х» (Вдвоём).
Володимир Лобода переважно використовував графічні техніки: акварель, лінорит, офорт, літографію тощо. Малював олійні та акварельні краєвиди, портрети, ню; гравюри у руслі постмодерністичної концепції, скульптури та монументально-декоративні роботи з пісковику, вапняку, граніту, металу та дерева. Створив ряд вітражів «Лірика», «Комедія», «Епос», «Драма» (усі — 1974), «Півтори квітки розквітло», «Шість дівочих облич», «Чотири пташки», «Шість риб» (усі — 1977), два вітражі для крамниці «Синій птах» (1976, Дніпро, не збережено).
1988 року він організував артистичне товариство «Степ» у місті Дніпрі. Писав вірші.
У 2007 році вийшов каталог-альбом Володимира Лободи «Скульптура» (упорядник і дизайнер — Андрій Кісь), а в 2008 — каталог-альбом «Декупаж» (спільно з Людмилою Лободою).
Проілюстрував «Кобзар» Тараса Шевченка, поему «Мазепа» Джорджа Байрона, власну книгу гравюр і поезії «Голод — Реквієм» (усі — Львів, 2010).
У 2020 році вийшов альбом, присвячений малярству видатного українського художника-нонконформіста Володимира Лободи, в якому простежено тяглість його творчої манери від кінця 1960-х до 2000-х років. У текстовій частині подано творчий маніфест, біографію та мистецтвознавчий аналіз феномену цього неординарного майстра. В альбомі міститься понад 800 творів живопису.
Окремі роботи Володимира Лободи зберігаються у Шевченківському національному заповіднику (Канів), Сумському художньому музеї імені Никанора Онацького, Дніпровському художньому музеї, Національному музеї у Львові імені Андрея Шептицького, Львівському музеї модернізму та інших музейних і приватних зібраннях в Україні та за кордоном.
Помер від важкої хвороби вночі проти 18 грудня 2023 року. Похорон відбувся 20 грудня на 20 полі Личаківського цвинтаря.

## Персональні виставки
- 1990 — Львівська картинна галерея
- 1992 — виставка гравюри «І день іде, і ніч іде …» в Музеї Тараса Шевченка в Каневі (спільно з Л. Лободою і С. Лободою);
- 1994 — галерея театру «NN» (Люблін, Польща);
- 1994 — Музей-скансен народної культури Холмщини (с. Голя)
- 1996 — галерея «Оранжерея» (Радинь-Підляський, Польща)
- 2001 — «Гілея» (Московський центр мистецтв)
- 2002 — «Із зіркою подорожуючи» (галерея «Риза», Сергієв Посад)
- 2016 — виставка «Гілея. Декупаж, скульптура» (галерея «Дзиґа», Львів; спільно з Л. Лободою)[7]
- 2016 — «Творчість, натхненна життям» у галереї «НЮ АРТ», Київ[8]
- 2016 — «Володимир Лобода. Творчість, натхненна життям». Частина 2. Скульптура, автопортрет («Шоколадний будиночок», філія Національного музею «Київська картинна галерея»)[9]
- 2017 — виставка «За зорею ідучи» у Національному музеї імені Андрія Шептицького у Львові[10].